# Œufs au jus
Les œufs au jus, œufs pochés au jus ou œufs la Huguenotte sont des œufs pochés plus rarement mollets ou miroir, servis avec un jus de rôti dégraissé chaud. Il s'agit d'une recette de la cuisine classique, commune et appréciée de 1750 à 1940, qui est tombée en désuétude dans la cuisine actuelle. On les consomme en entrée, en plat principale et dans le service à la française Carême les sert en entremets.

## Histoire
En 1656 , Pierre de Lune donne une recette d'œufs «au ius d'oseille» qui sont des œufs pochés nappés d'un jus d'oseille lié. Francois Massialot donne en 1693 des œufs au jus ou à la Huguenotte qui sont des œufs au plat (miroir) ou brouillés cuits dans un jus de mouton ou autre, assaisonnés de  muscade et jus de citron. On dit à la huguenotte car les catholiques étaient privés de jus de mouton les jours maigres à la différence des protestants. Un plat spécial à 2 compartiments (une huguenote) permettait (1765) de mélanger œufs et jus au moment de les manger. 
Les mentions dans les livres en français numérisés par le site archive vont de 1740 à 1909.
Les immigrés francophones ont apporté avec eux les œufs aux jus qui sont connus aux sud des États-Unis comme Eggs with gravy.

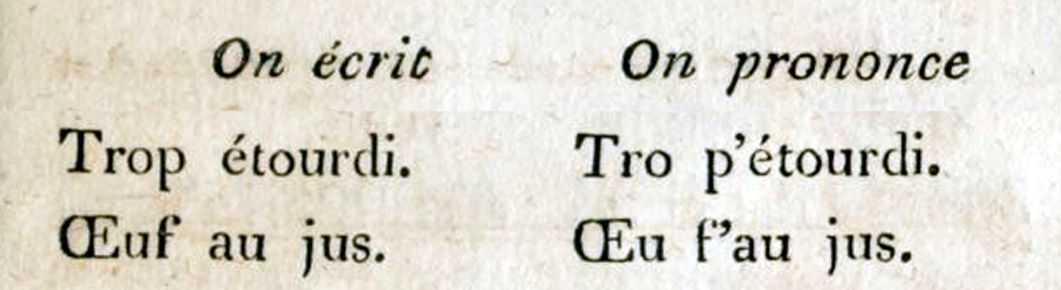
Méthode prompte et facile pour apprendre en même temps à lire... et à bien prononcer. Par Alexandre Choron. 1801

## Préparation

### Les œufs
Sans autres précisions, les recettes utilisent toutes des œufs de poule. Leur degré de cuisson est mollet ou demi-mollet (jaune encore coulant). A. Bautte qui est une autorité parle d'œufs pochés au jus (qu'il sert sur canapé). Lina Rytz (1868) les classe auprès des œufs au bouillon qui sont une sorte de flan d'œufs battus dans du bouillon dégraissé. Les œufs brouillés au jus sont des œufs brouillés auxquels on ajoute «quelques cuillerées de jus au vin, ou d'un bon fond de cuisson, ou de jus de viande rôtie».
Il existe en Chine des 鸡蛋汁 (jīdàn zhī) œuf-jus difficilement comparables qui sont des œufs entre mollets et durs dans une sauce épaisse à base d'essence de poulet, mais largement enrichie de tomate, oignon, gingembre le tout lié à la fécule.  

### Le jus de viande ou de poisson

#### Choix du jus

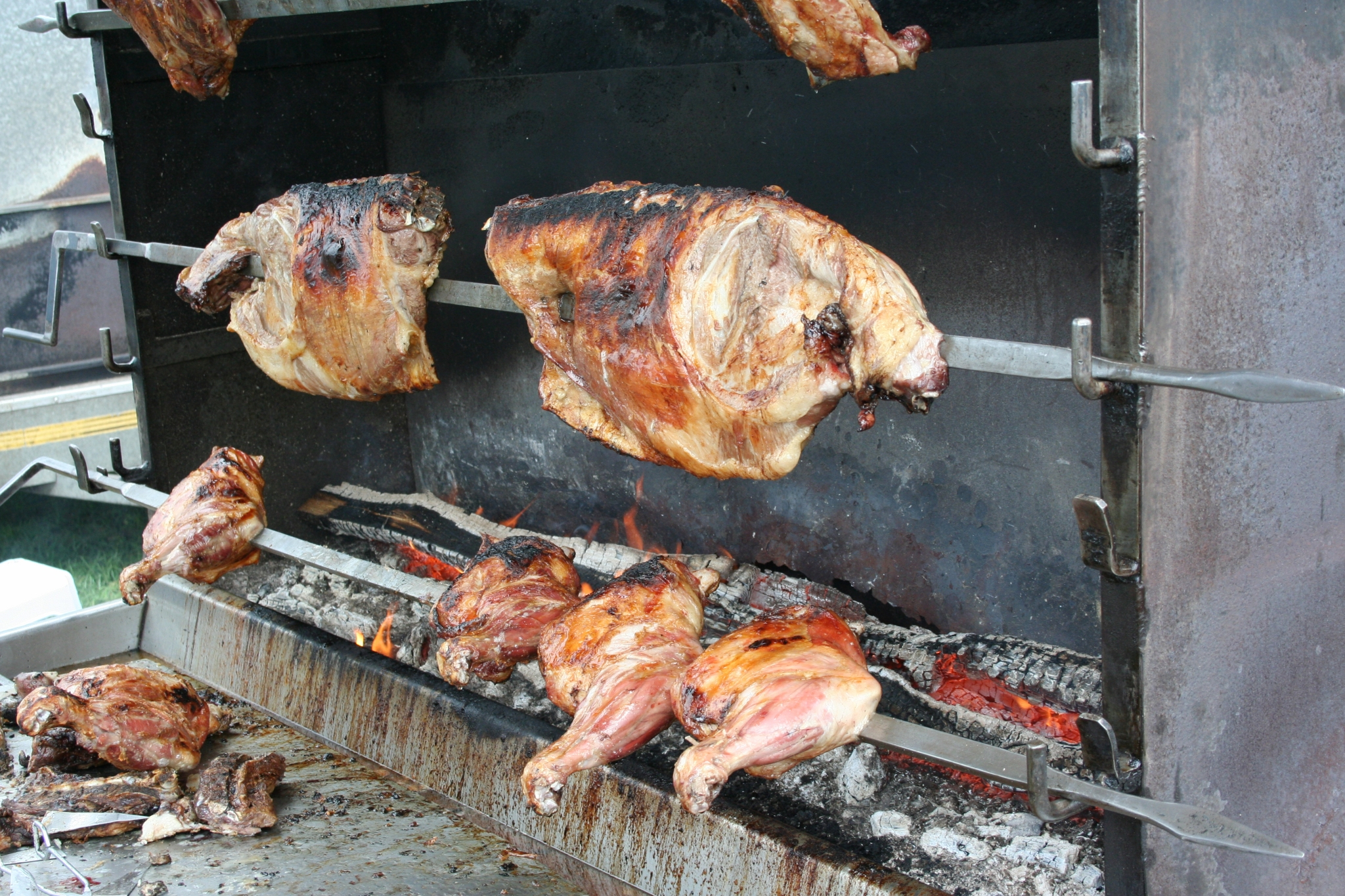
Pièces d'agneau à la broche, idéal pour un bon jus (Lessay)

Chronologiquement les jus utilisés sont :
- le jus de veau qui sert aussi aux autres préparations chez Francois Massialot (œufs au blancs de perdrix ou de poularde, œufs au jus à la crème, œufs au jus brouillés, l'auteur dit «un jus de veau ou bien un  jus naturel»)[17],
- le jus de mouton est dès l'origine employé pour les œufs à la Huguenotte, «le jus de mouton est le meilleur» écrit Noël Chomel en 1767[18],  Alfred Franklin (1888) précise qu'il s'agit d'un jus de gigot[19]. Il semble que les œufs brouillés dans jus de mouton ont de nombreux admirateurs. Mme de Staël en avait servi au chevalier de Cubières[20]. C'est dans le jus d'un gigot à la broche largement vidé de son jus par les incisions de Brillat-Savarin que, faute d'en manger la viande réservée à un table d'anglais, il se régale d'œufs poché au jus[21].
- le jus de volaille et de gibier: jus de canard (servis aux sœurs du roi en 1787[22]), de perdreau (servis à Marie-Antoinette en 1788[23]). Le Cuisinier Royal repris par Viard (1806) donne la recette suivante des œufs pochés à l'essence de canard: «Mettez douze canards à la broche; quand ils seront cuits [ ] vous ciselez les filets jusqu'aux os; vous prenez le jus, et vous l'assaisonnez de sel et de gros poivre; vous ne le faites pas bouillir, et vous le versez sous quinze œufs pochés.»[24].
- Jus maigre: Jourdan Lecointe (1790) distingue les jus gras des jus maigres dans ses œufs en sauce. Ses œufs au jus maigre («délicieux et sains») sont pochés dans un jus exprimé de poissons grillés, salé poivré et muscadé[25].  Cora Élisabeth Millet-Robinet (1859) fait ses œufs au jus maigre avec un bouillon de légumes (pois, carotte, oignon, navet) bien réduit[26].

#### Préparation du jus
Émile Dumont (dont le jus est un bouillon veau et bœuf très concentré) décrit les 2 opérations indispensables à la préparation du jus : le jus doit être dégraissé car la graisse «nuit à la qualité du jus, qui pour être bon doit être parfaitement dégraissé» et ensuite sa clarification car pour les œufs au jus, «il est nécessaire que le jus soit clair et limpide» pour la beauté de la sauce. Le jus lié au jaunes d'œufs donnera des œufs au jus à la crème. 

### Œufs pochés au jus d'orange
Ce sont des œufs cuits dans une casserole avec du jus d'orange, ils sont constamment battus ensemble «comme si c'était une crème». On trouve aussi la recette sous le nom d'œufs au jus d'orange portugaise (orange douce) avec un peu de jus de citron.

### Œufs au jus actuels
On trouve de nos jours des œufs pochés au jus de carotte, des œufs au jus umami et saké, Gastón Acurio (2019) rapporte une recette péruvienne avec du riz et une sauce créole par dessus le jus de ragout. 

### Le service
Les œufs sur le plat à la Huguenotte se servent dans la plat de cuisson. Ali-Bab les sert en cocotte avec un peu de viande, Escoffier (1903) de même en cocotte avec un jus de veau. 

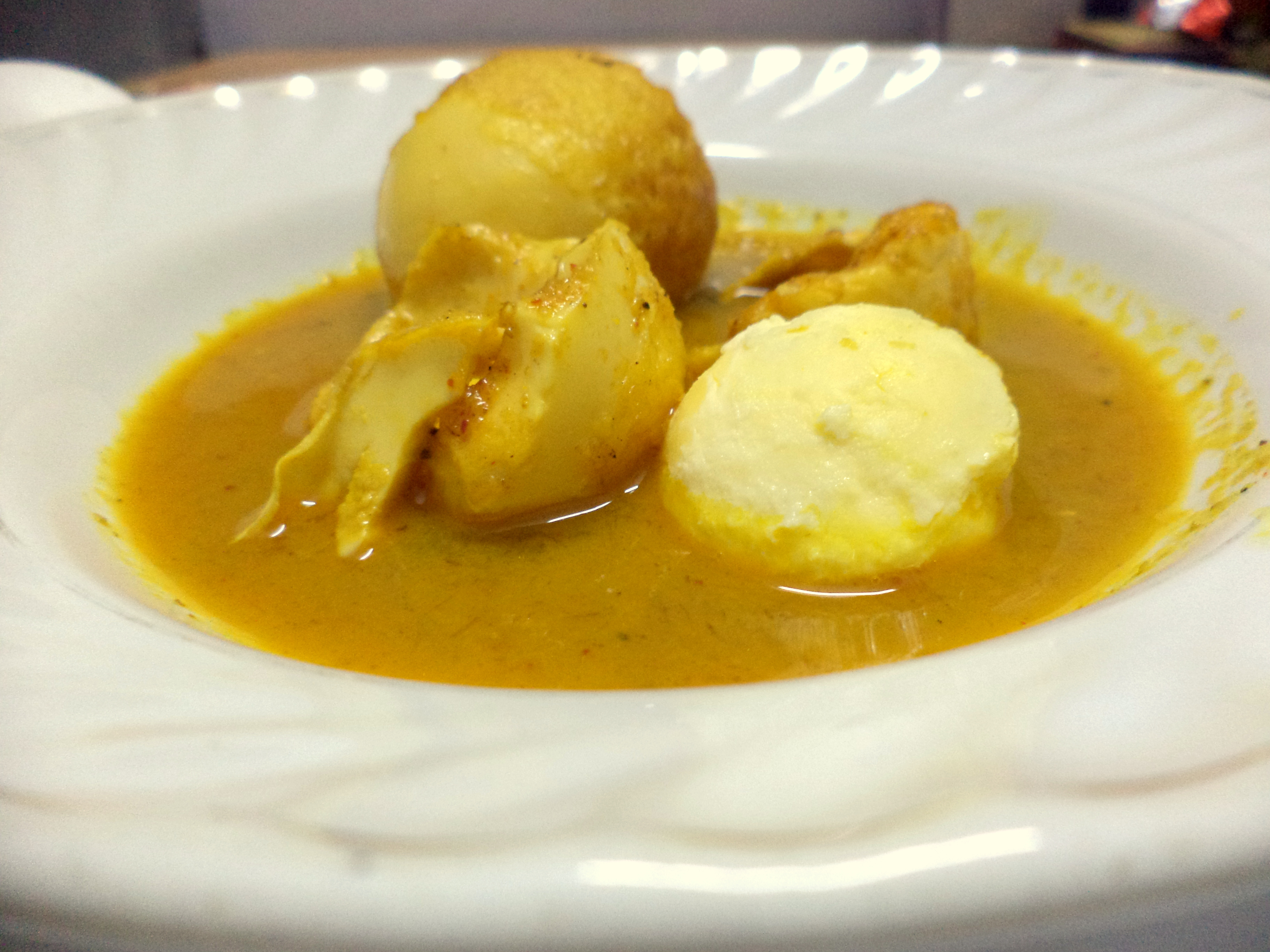
eggs in gravy américains

## Anthologie
- Société de gens de lettres et de savants. Biographie des hommes vivants, ou, Histoire par ordre alphabétique de la vie publique de tous les hommes qui se sont fait remarquer par leurs actions ou leurs écrits. Paris, L.G. Michaud.1816. T. III. Article Grimod de la Reynière.

« La voracité de M. Grimod rend croyable tout ce que l’on raconte des Apicius et des Vitellius; il paria un jour d'avaler douze œufs au jus pendant que midi sonnerait aux Tuileries, et il gagna son pari. »

- Les jus pouvaient être sous l'ancien régime d'un haut raffinement et le cout d'un plat d'œufs au jus très élevé. Mercure de France, 15 octobre 1928[37].

« Cussy estimait que l’art de la cuisine avait atteint ses dernières limites lorsque la Révolution commença et déclinait depuis. Il attribuait cette décadence, en 1850, à ces motifs : D’abord à la destruction des grandes fortunes et à ce que le petit nombre de ceux qui en ont élevé depuis ignorent le savoir-vivre. On ne verra plus le temps où un plat d’œufs au jus coûtait 3 louis à M. de la Vaupalière et où le prince de Conti, allant présider les Etats de Bretagne, était suivi de près de 200 personnes pour la bouche seulement. »

- Dr Jean Marie Amédée Guillaume, Catéchisme d'hygiène populaire mise à la portée de la classe ouvrière des villes et des campagnes, Dole, 1865[38]

« Les œufs au jus de viande sont très-nourrissants et de facile digestion; ils sont un excellent aliment pour les personnes faibles, épuisées, qui ont besoin d'une nourriture légère et succulente en même temps, pour relever leurs forces. Les convalescents et les valétudinaires trouvent donc dans les œufs au jus de viande un aliment précieux. »